# Gary Anderson
Gary Allan Anderson (født 16. juli 1959 i Parys, Sydafrika) er en pensioneret sydafrikansk footballspiller, der (pr. august 2008) er den næstmest scorende spiller i NFL's historie, kun overgået af danske Morten Andersen. Andersons aktive NFL-karriere strakte sig over 23 år fra 1982 til 2004, hvor han nåede at spille for fem forskellige klubber. Længst var han hos Pittsburgh Steelers, der var hans arbejdsgiver fra 1982 til 1994.
I Danmark er Anderson måske bedst kendt som den spiller danske Morten Andersen i en årrække kæmpede med om titlen som den mest scorende spiller i NFL-historien. Efter Anderson trak sig tilbage i 2004 lykkedes det Andersen at tilspille sig et par enkelte kontrakter mere, hvilket i sidste ende betød at rekorden endte hos danskeren.